# Luigi Silingardi
Luigi Silingardi fou un cantant baix italià.
El 1842 va cantar a La Fenice de Venècia. Va debutar al Liceu de Barcelona el 8 d'abril de 1848 en un concert a benefici de la cantant Amalia Brambilla-Verger. Després, durant la temporada 1848-1849 hi va cantar en diverses òperes. Cal destacar especialment el paper de Girogio a I Puritani, que cantà deu vegades.
L'any 1850 el trobem al Teatro del Circo de Madrid en l'òpera Gemma di Vergy de Donizetti. El 1855 cantà La Traviata al teatre São Carlos de Lisboa, teatre en el qual cantà també I Puritani el 1857.